# Puerto Leguízamo
Puerto Leguízamo es un municipio colombiano ubicado en el departamento de Putumayo situado al sur de Colombia. Localizado en la subregión del Bajo Putumayo de la Amazonia Noroccidental. Limita con las Repúblicas del Perú y Ecuador, además de la cercanía de los ríos Putumayo y Caquetá.
Su población cabecera homónima es un puerto estratégico sobre el río Putumayo.
Se fundó en 1920 con el nombre de Caucayá. Fue elevado a la categoría de Municipio mediante Decreto n.º 13 del 22 de enero de 1958, dictado por el Comisario Especial del Putumayo y aprobado con la Resolución n.º 0132 del 13 de febrero de 1958 del Ministerio de Gobierno. Tiene una extensión de 11 640 kilómetros cuadrados. En su jurisdicción cuenta con varios hogares de guacamayas que se localizan por la espesa selva y jungla que rodea el pueblo.

## División Político-Administrativa
Aparte de su Cabecera Municipal. Puerto Leguizamo tiene bajo su jurisdicción los siguientes Centros Poblados:
- La Tagua
- Mecaya
- Nueva Apaya
- Piñuña Negro
- Puerto Nariño
- Puerto Ospina
- Sensella

## Geografía
El municipio Puerto Leguízamo está localizado en la subregión del Bajo Putumayo de la Amazonia Noroccidental, al sur de la República de Colombia. Limita 84,24 km al sur-oriente con el departamento del Amazonas; 600 m al sur con Perú de por medio el río Putumayo (aunque la distancia más corta está entre los 105 m o 120 m también por el río Putumayo); 56,16 km al sur-occidente con Ecuador como lindero el río Putumayo; 206,54 km al occidente con el municipio de Puerto Asís; 221,53 km al nor-occidente con el municipio de Puerto Guzmán y 16,35 km al norte con el departamento del Caquetá. 
Extensión total: 11 640 km²

Extensión área urbana: 640 km²

Extensión área rural: 11 000 km²

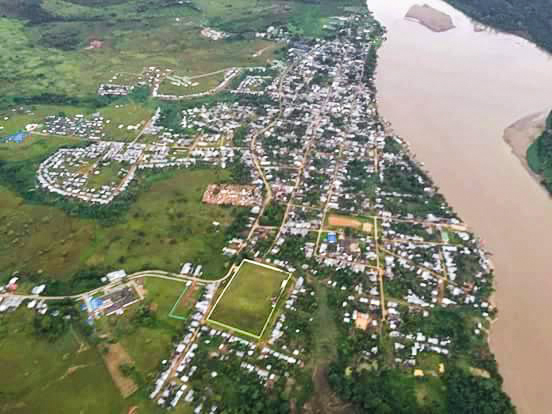
Vista aérea del municipio de Puerto Leguízamo en 2014

Altitud de la cabecera municipal (sobre el nivel del mar): 114 metros.

Temperatura media: 30 °C, con humedad del 85 %

Distancia de referencia: 400 km aproximadamente (Puerto Asís)

## Símbolos

### Escudo
Leguízamo es sinónimo de naturaleza, selva exuberante y Amazonia. El escudo o campo tiene un fondo verde en degradé que parte desde el verde biche o manzana hasta el verde oscuro. Ello contextualiza, de entrada, la región a la que pertenece el escudo y su diversidad paisajística y biótica. Los tenantes acompañan y refuerzan este significado, con unas guirnaldas particulares gruesas y frondosas que rodean el escudo dándole un significado netamente amazónico y el hecho de ser un gran reservorio natural y paisajístico de la Nación.

#### Ríos y delfín rosado
En la parte inferior del Escudo se hallan los ríos Caquetá y Putumayo, que surcan Leguízamo. Simbolizan las arterias que dan vida a la región y también la línea que une las fronteras de las naciones, manantial de agua que propicia la vida de todo lo que allí está. El delfín, es el símbolo de la amistad y convivencia con los países vecinos.
Leguízamo es tierra fronteriza. Igualmente, significa el cuidado y vigilancia del territorio, pues el delfín recorre el río como centinela al cual se le ha encomendado la misión de resguardar la patria

#### Cuellera indígena
Representa el embrión (semilla y frutos) de la tierra, su cultura e historia indígena y amazónica, soportadas en la base de las figuras geométricas. Simboliza, además, el trabajo que se hace con las manos y se teje con la espiritualidad ancestral de los pueblos que allí han estado desde el pasado hasta el presente.

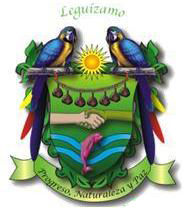
Escudo del municipio de Puerto Leguízamo.

### Himno
| Coro Leguízamo en el sur Tierra de paz y libertad (bis) I En selvas inmensas nació Caucayá a orillas del río bordados de sol histórico pueblo forjó su misión en épocas grandes de fe y de ilusión hoy brilla fecunda como rosa en flor Ciudad de la selva altar nacional (bis) Coro |  | II En gestas gloriosas vistieron de luz soldados y armas, nobleza y valor lucharon por darnos mayor libertad frente a la violencia y atropello audaz hoy canto a mi tierra con fe y con amor nació altiva y fuerte sin miedo a la cruz (bis) Coro |  | III En nuevas conquistas Leguízamo va con fe del futuro con gozo y honor el indio, el colono, urbanos también todos solidarios para nuestro bien hoy grito esperanza de un mundo mejor la selva es Colombia la patria será (bis) Coro |  |  |

## Reseña histórica

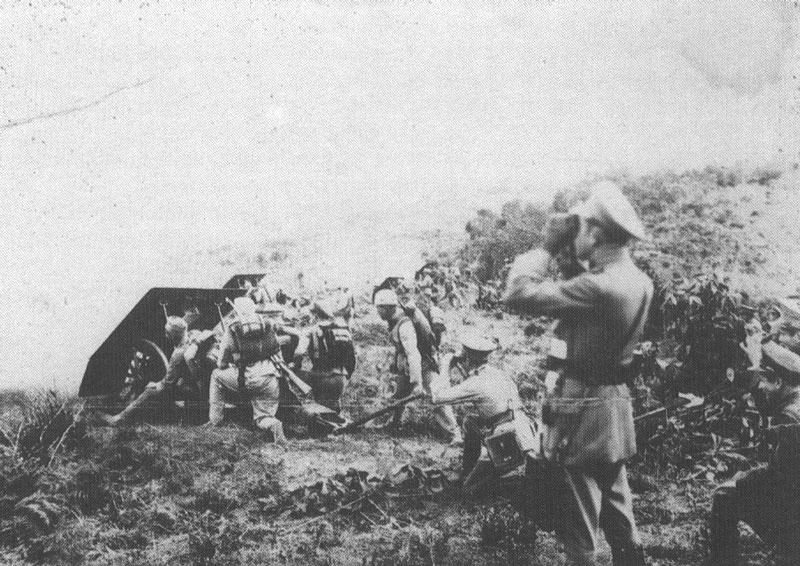
El Ejército Colombiano en maniobras durante la guerra colombo-peruana de 1932.

Desde tiempos remotos en la actual región de Puerto Leguízamo siempre han habitado diversos grupos indígenas, pero fue a partir de la bonanza de la quina y el caucho, que comenzaron a llegar pobladores de otras zonas, entrando principalmente por el río Caquetá, a principios de la década de 1880.
Con el objeto de incentivar el comercio entre Puerto Asís y Brasil, en 1918 el prefecto apostólico del Caquetá Fray Fidel de Montclar, envió a una expedición oficial al mando del reverendo padre Gaspar de Pinell, prelado de Puerto Asís y el doctor Tomás Márquez Bravo, quienes pasaron por la desembocadura del río Caucayá, donde se dieron cuenta de las magníficas condiciones para la fundación de una población en este abandonado territorio colombiano.
El 22 de enero de 1920, se fundó Caucayá por una comisión conformada por el comisario especial del Putumayo, Braulio Eraso Chávez, el padre Estanislao de Las Cortes, el doctor Nicolás de la Peña, médico de sanidad de Puerto Asís, y unos 30 guardias.
En 1949 un incendio devastó con casi todo el pequeño asentamiento, destruyendo ocho manzanas y el área comercial. Luego de la reconstrucción, se dejó de llamar Caucayá y se le dio el nombre actual en honor al soldado herido durante el conflicto: Cándido Leguízamo Bonilla (1911-1933). Originario de Huila, Leguízamo Bonilla se enlistó en el Batallón de Infantería Número 19, con seden en Neiva, para defender la soberanía y reconquistar el municipio de Leticia, que fue ocupado irregularmente por Perú. Murió el 12 de abril de 1933 en Bogotá como consecuencia de las heridas sufridas durante la guerra colombo-peruana.
El Decreto Ejecutivo 963 del 14 de marzo de 1950 creó el corregimiento de Puerto Leguízamo, perteneciente a la intendencia del Caquetá, pues en ese entonces la comisaría del Putumayo llegaba apenas un poco más al sur de Puerto Ospina.
En pleno auge de la explotación maderera, por la Resolución del Ministerio de Gobierno n.º 0132 del 13 de febrero de 1958, el corregimiento Puerto Leguízamo asciende a la categoría de municipio, con los límites que hoy conocemos y como parte de la comisaría del Putumayo.

## Infraestructura

### Aérea
El municipio de Puerto Leguízamo, cuenta con el Aeropuerto Caucaya que está situado a afueras del municipio, la pista tiene un ancho de 20 metros y de longitud 1200 metros donde opera la Aerolínea estatal Satena y la aerolínea de carga Aerocharter. Pueden operar aviones de Línea Regional y aviones tipo STOL como el C130 "Hercules" de la FAC.